# Општина Куртеа (Тимиш)
Куртеа (рум. Curtea) општина је у Румунији у округу Тимиш.
Oпштина се налази на надморској висини од 217 m.